# 孔特雷拉斯
孔特雷拉斯，是西班牙卡斯蒂利亚-莱昂布尔戈斯省的一个市镇。总面积38平方公里，总人口114人（2001年），人口密度3人/平方公里。